# Boguszów-Gorce (stacja kolejowa)
Boguszów-Gorce – stacja kolejowa w Boguszowie-Gorcach, w dzielnicy Boguszów, w Polsce, w województwie dolnośląskim, w powiecie wałbrzyskim.
Budynek dworca jest zamknięty dla podróżnych. W planach jest zakup budynku przez władze miasta na potrzeby lokalnych instytucji.

## Ruch pasażerski
| Rok  | Wymiana pasażerska na dobę |
| ---- | -------------------------- |
| 2017 | 100-149                    |
| 2022 | 150-199                    |